# Bunraku

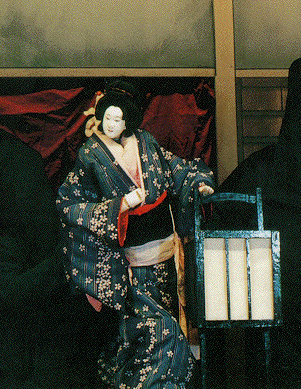
Een bunrakupop op het toneel. De in het zwart geklede spelers zijn aan de zijkant zichtbaar

Bunraku (Japans: 文楽, bunraku) is de term voor het Japanse poppentheater in de Meijiperiode. Deze theatervorm ontstond al eerder, in de Edoperiode en stond toen bekend als ningyō jōruri of ayatsuri jōruri shibai ('vertellend poppendrama'). Deze Japanse vorm van poppentheater is nauwelijks vergelijkbaar met die van andere culturen. Bij Bunraku is er namelijk sprake van directe manipulatie van de poppen door drie poppenspelers, die zichtbaar aanwezig zijn op het podium. In de meeste andere culturen zijn de poppenspelers zo onzichtbaar mogelijk.

## Voorgeschiedenis
Bunraku is ontstaan dankzij de samensmelting van drie kunstvormen: het poppenspel, jōruri (“verhalend zingen”) en het bespelen van de shamisen.

### Poppenspel
In Japan bestond het poppenspel ongetwijfeld al langer dan wat nu bekendstaat als bunraku. De eerste poppenspelers kregen de naam kaikaishi of kugutsumawashi ('poppenspeler') en waren afkomstig van Awaji, in de buurt van Osaka. Deze droegen een doos die rond hun nek was vastgebonden, waarop ze de kleine popjes met touwtjes of met de hand verhalen lieten uitbeelden. In die periode was dit soort poppenspel redelijk geliefd, maar vrij primitief. Pas toen het zich uitbreidde met jōruri begon het te evolueren.

### Jōruri
In het oude Japan waren er twee vormen van vocale muziek: utai (zingen) en katari (reciteren, zingend reciteren). Het verschil tussen beide was dat bij utai de nadruk lag op het ritme en de melodieën, terwijl bij katari de nadruk lag op het gezongen verhaal.
Rond de Heian periode waren er in Japan biwa hōshi ('blinde monniken') die het land rondreisden en allerlei verhalen vertelden aan de hand van een biwa (luit). Deze gebruikten dus de katari-vorm. Ze vertelden o.a. verhalen uit de Heike monogatari.

Rond de 16e eeuw ging de voorkeur naar een meer romantisch genre als verhaalvorm. Het verhaal van prinses Jōruri en Yoshitsune was daar een voorbeeld van. Het viel zelfs zo in de smaak dat vanaf toen het nieuwe genre ernaar vernoemd werd, namelijk jōruri ('verhalend zingen').

### Shamisen[1](三味線)

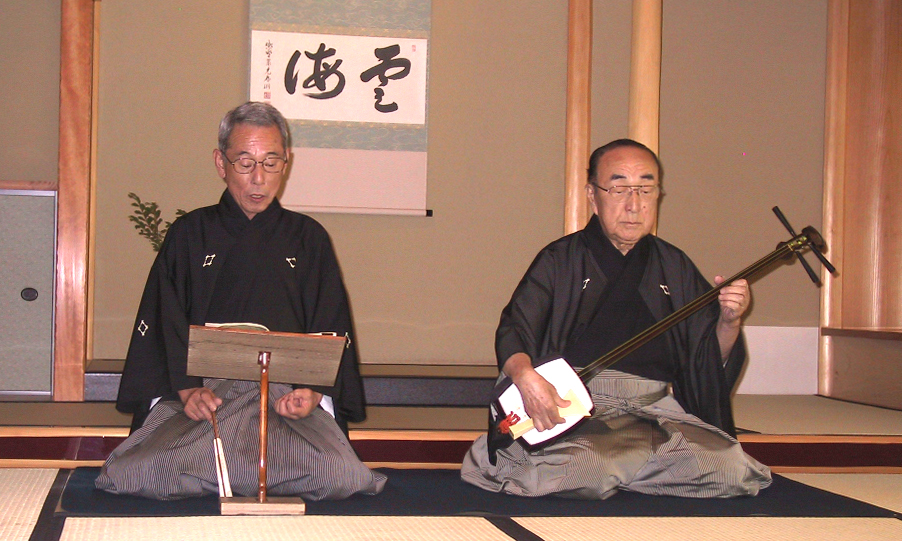
De zanger en shamisenspeler

De shamisen vond zijn oorsprong niet in Japan, maar in China, waar hij sanxian genoemd werd. Via China vond hij zijn weg naar Okinawa, waar hij sanshin werd genoemd.

Door contact met Okinawa raakte de sanshin later bekend in Japan. Daar onderging het instrument wat veranderingen en kreeg het de naam shamisen. Omdat het nieuwe instrument zo in de smaak viel in Japan, werd het gebruikt in combinatie met jōruri, in plaats van de biwa.

### De evolutie van ningyō jōruri (人形浄瑠璃)
Rond het begin van de 17e eeuw werd de combinatie van poppenspel, jōruri en shamisen voor het eerst gehanteerd. Dit werd het Ningyō Jōruri (人形浄瑠璃) genoemd. Wie hiertoe besloot, is echter onbekend.
Ningyō jōruri werd ontwikkeld in de buurt van Kioto en Osaka. In die omgeving waren dan ook een aantal scholen opgericht om jōruri te leren; onder andere de scholen van Sawazumi Kengyō en Takino Kōtō. Nadat twee leerlingen van hen, namelijk Satsuma Joun en Sugiyama Tango No Jo, hun opleiding hadden voltooid, reisden ze naar Edo en gaven daar voorstellingen zodat het centrum naar Edo verschoof. Vooral Sawazumi’s leerling Satsuma Joun viel in de smaak bij het publiek en sommigen noemden hem zelfs "de vader van het Edo jōruri". Door zijn succes als artiest had hij op zijn beurt ook een aantal leerlingen, waaronder Sakurai Tamba en diens zoon Izumi Dayû. Deze twee laatste waren de uitvinders van het kimpira jōruri. Maar toen het centrum van jōruri zich weer naar Kyoto en Osaka verplaatste, vervaagde deze stijl, omdat die als te kinderlijk beschouwd werd.
Het echte hoogtepunt van de ningyō jōruri was pas toen de tayū ('jōruri-zanger') Takemoto Gidayū (1651-1714) zijn intrede deed in de wereld van het poppentheater. Hij was bekend om zijn krachtige maar gracieuze stem; vandaar dat hij al snel geliefd werd als vertellend zanger. Hij blies jōruri, dat toen al wat eenzijdig geworden was, nieuw leven in door er populaire, geliefde elementen aan toe te voegen uit bekende lieden en andere. Zijn naam werd dan ook het synoniem voor wat toen bekendstond als jōruri. In 1684 richtte Takemoto Gidayū het poppentheater Takemoto-za op in Dotombori nabij Osaka. Rond die tijd had hij een succesvolle samenwerking met een van de bekendste toneelschrijvers uit die tijd, Chikamatsu Monzaemon (1653-1724).
De twee mannen beseften dat de tijden waren veranderd en dat de vraag naar simplistische en conservatieve toneelstukken zo goed als voorbij was. Deze stukken waren namelijk enkel voor de aristocratie. Door de nieuwe economie verloor de aristocratie echter aan welvaart en verloor zo ook zijn waarde als doelgroep voor het theater. De stedelingen en handelaaren behoorden tot de nieuwe doelgroep maar verlangden naar een ander soort theater. Ze wilden kleurrijke, levendige, emotierijke en realistische stukken in plaats van de terughoudendheid van de vrijwel emotieloze stukken van voorheen in het Nō-theater. Chikamatsu Monzaemon en Takemoto Gidayū vervulden dat verlangen en de Takemoto-za bereikte zijn hoogtepunt.
Toen Chikamatsu’s beroemde stuk Sonezaki Shinjū op het toneel verscheen, richtte in datzelfde jaar Toyotake Wakadayu, een getalenteerde leerling van Takemoto Gidayū, een nieuw theater op genaamd Toyotake-za. Hij werkte samen met de toneelschrijver Ki no Kaion.
Omdat de Takemoto-za en de Toyotake-za dicht bij elkaar gelegen waren, was rivaliteit onvermijdelijk. De twee theaters rivaliseerden tot zo’n veertig jaar na de oprichting van de Toyotake-za. Deze periode wordt ook wel de gouden periode of Chikuhō periode van het poppentheater genoemd.

Tijdens deze periode evolueerde het poppentheater verder in zijn technieken en podium. In 1734 bijvoorbeeld introduceerde Yoshida Bunzaburō het gebruik van drie poppenspelers per pop, in plaats van een enkele. Dit was een groot succes omdat dit de mogelijkheid bood om de details en onderdelen van de poppen uit te breiden, zoals het bewegen van oogleden, mond en wenkbrauwen. Hiernaast veranderde ook de grootte van de poppen naar ongeveer de helft à drie vierde van de gemiddelde menselijke lichaamsbouw.

Het laatste hoogtepunt van het poppentheater in deze periode werd bereikt toen de werken Sugawara Denju Tenarai Kagami (1746), Yoshitsune Senbon Zakura (1747) en Kanadehon Chūshingura (1748) op het toneel verschenen. Deze stukken werden later overgenomen door kabuki.

### Oorsprong van de naam bunraku(文楽)
De glorie van de Takemoto-za en Toyotake-za kon niet blijven duren toen het poppentheater een slechte periode beleefde. Het poppenspel verdween echter niet toen het zijn theaters verloor. Een aantal artiesten bleef kleine voorstellingen opvoeren bij tempels en heiligdommen, zodat het poppenspel zijn bestaan niet verloor.
Toen de Takemoto-za en Toyotake-za waren gevallen en er geen echte thuis was voor het poppentheater, kreeg Uemura Bunrakuken het idee om een kleine zaal te openen in de buurt van de Kozu-brug in Osaka zodat men daar voorstellingen kon geven. Hij verhuisde later naar de buurt van het Inari-heiligdom, maar pas in 1872 toen het zich bevond in Matsushima, werd het officieel bekend als de Bunraku-za.

In 1884 richtte men het Hikoroku-za op in de buurt van het Inari-heiligdom. De Bunraku-za, die toen verhuisd was naar de Goryo regio in Osaka, zag dit als een rivaal omdat de twee theaters de enige waren in heel Japan die ningyō jōruri opvoerden. De rivaliteit tussen de twee zorgde voor een herleving van de gouden periode van het poppentheater ten tijde van de Takemoto-za en de Toyotake-za. Maar de Hikoroku-za kon niet op tegen de populariteit van de Bunraku-za. Toen uiteindelijk de Hikoroku-za gevallen was, had de Bunraku-za vrijwel een monopolie over het poppentheater. En omdat de Bunraku-za dus het enige theater was, werd vanaf dan ningyō jōruri geassocieerd met de term 'bunraku' en al snel veranderde het in de algemene benaming van het poppentheater in Japan.

### Na de wereldoorlogen
Omwille van de wereldoorlogen was de oorspronkelijke Bunraku-za vernield, zodat de nieuwe Yotsubashi Bunraku-za werd opgericht. Ondanks het feit dat het niet zo populair was als vroeger werd het in stand gehouden, gezien het een belangrijk cultureel aspect is van Japan.
In 1955 benoemde de overheid bunraku officieel als een belangrijk en beschermd cultureel erfgoed. De Japanse overheid speelde en speelt nu nog steeds een belangrijke rol in het voortbestaan van bunraku en zorgde onder andere voor de oprichting van Het Nationaal Theater in Tokio in 1966. In 1984 werd het Nationaal Bunraku Theater in Osaka op, zodat het theater zich weer permanent kon vestigen in zijn oorspronkelijke plaats. De twee theaters, die nu nog bestaan, geven jaarlijks optredens en reizen geregeld het land door.

In 2003 benoemde UNESCO bunraku tot immaterieel erfgoed van de mensheid.

## De kenmerken van bunraku

### De poppen

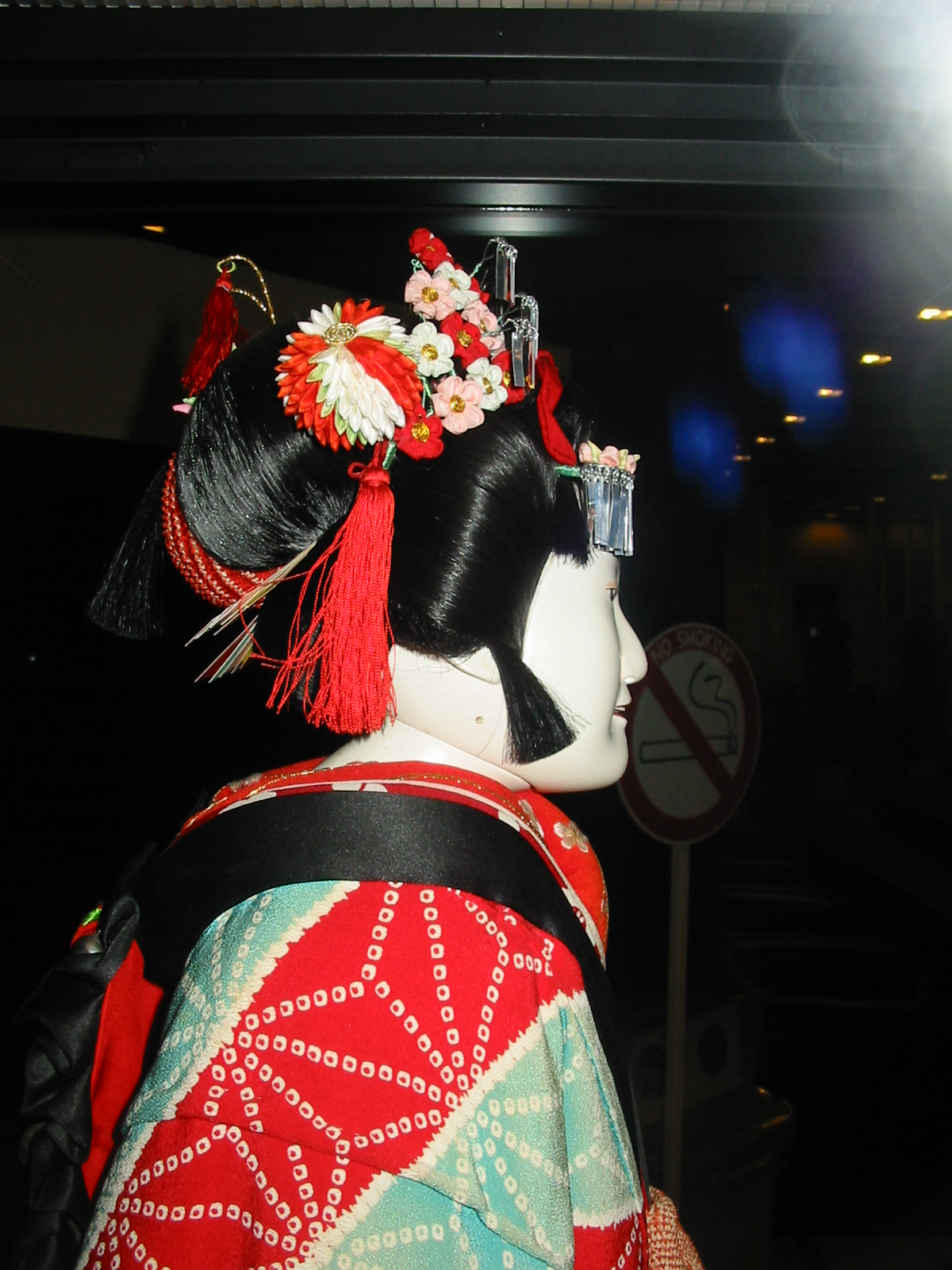
Kapsel van een bunrakupop in Osaka

De poppen zelf zijn de hoofdrolspelers in het hele poppentheater. Zij zijn het die het poppentheater onderscheiden van theater opgevoerd door mensen, zoals kabuki. Dankzij de poppen kon het poppentheater, tijdens al die jaren van rivaliteit tussen bunraku en kabuki, standhouden.
De poppen kunnen namelijk bovenmenselijke dingen, waar een gewone acteur zich moet beperken tot zijn menselijke capaciteiten. Een pop kan bijvoorbeeld van de ene kant van het podium naar de andere vliegen, of in een simpele beweging door de poppenspelers veranderen van een vos naar een jonge aantrekkelijke vrouw. Men zou denken dat de poppen tot in het details verzorgd zijn, maar eigenlijk zijn alleen het hoofd (kashira) en de handen tot in de details uitgewerkt. De romp, armen en benen zijn daarentegen ingenieus maar vrij onafgewerkt aan het hoofd vastgemaakt met een stok, dogushi genaamd. Dit onderdeel is dus van groot belang omdat het het hoofd en het lichaam met elkaar verbindt. Bij de mannelijke poppen zit de dogushi verticaal in de romp, bij de vrouwelijke poppen zit hij echter licht naar voor gebogen zodat het hoofd ook meer naar voor buigt.

Verder is de romp van voren en van achteren bedekt met een doek. Voor de schouders worden twee sponzen van een iets harder materiaal gebruikt om de illusie te creëren dat de pop echt schouders heeft. Aan deze twee schouders worden dan touwen gebonden voor enerzijds de armen en anderzijds om de benen aan vast te maken.
Niet elke pop heeft echter benen. Bij vrouwelijke poppen worden ze wel weggelaten, omdat zij een lang gewaad (kimono) dragen. De ashizukai ('poppenspeler van de benen') zorgt er dan voor dat bij deze poppen de illusie wordt gecreëerd dat de benen bewegen onder het kleed door er met zijn handen vorming aan te geven.

#### Kostuums
Als voorbereiding op het eigenlijke toneelstuk moeten de kostuumbeheerders het kostuum voor de poppen samenstellen, want niet in elk stuk wordt dezelfde kledij gebruikt. De volledige garderobe van een pop bestaat uit: een onderkleed (juban), een onderkimono (kitsuke), een bovenjas (haori), een bovenkleed (uchikake) en een kraag (eri). Verder draagt de pop nog een versierde ceintuur (obi).
Nadat de kostuums zijn gekozen en verzonden naar de poppenspelers, kunnen zij de poppen aankleden. Het aankleden van de poppen, dat plaatsvindt net voordat het toneelstuk begint, noemt men koshirae. Na afloop ontkleden de poppenspelers de poppen volledig en sturen ze de kostuums terug naar de kostuumbeheerders, zodat ze later weer kunnen worden gebruikt.

#### Poppenhoofden
Het poppenhoofd of kashira is het meest verzorgde element van de pop. Het hoofd is opgedeeld volgens geslacht, leeftijd, sociale status, karakter en de rol die het speelt in het toneelstuk. Bovendien krijgt het een specifieke naam.
Enkele voorbeelden van poppenhoofden die in bunraku nog gebruikt zijn:
- Musume - een mooi en lief meisje of jonggetrouwde vrouw.
- Bunshichi - een krijgertype, genoemd naar de rol waar hij voor het eerst werd gebruikt. Hij is de held in het verhaal en heeft een sterk mannelijk gelaat, maar verborgen verdriet.
- Shiratayû - een oude man uit het platteland met een vrolijk karakter, dikke wangetjes en pluizige wenkbrauwen.
- Gabu - een mooie jonge vrouw die door jaloezie in een demon verandert. Haar mond valt dan open en toont haar scherpe tanden, haar ogen draaien naar binnen en worden rood en er groeien gouden hoorns uit haar kapsel.
- Ofuku - een komische meid, clown.
- Yokambei - een slechterik die meer humoristisch is dan hatelijk, of een dienaar. Zijn ogen zijn abnormaal groot en kunnen scheel kijken.
- Genta - een knappe en gevoelige jonge man van twintig jaar.
- Keisei - een van de allermooiste hoofden, de vrouw stelt de hoogste klasse voor. Ze is slim, gevoelig en heeft zelfrespect en lef.
- Fukeoyama - een getrouwde vrouw van middelbare leeftijd. Ze stelt een goede, liefdevolle en intelligente moeder voor haar kinderen voor en een trouwe vrouw voor haar man. Haar uiterlijk is het schoonheidsideaal van de feodale periode.
- Wakaotoko - een knappe jonge man in zijn tienerjaren. Hij zou harten sneller laten kloppen.
- Tamamo-no-mae - een hoofd met twee gezichten, namelijk dat van een jonge mooie vrouw en dat van een vosdemon. Bij dit personage verandert het gelaat dus wanneer de vos zich transformeert in een vrouw.

In verschillende stukken worden soms dezelfde hoofden gebruikt, met enkele aanpassingen aan het kapsel, de gelaatskleur en het kostuum. De hoofden van kinderrollen bijvoorbeeld zijn grotendeels dezelfde voor elk stuk waar een kind in voorkomt.
De meester van de hoofden of kashira tanto beheert alle hoofden. Hij verzorgt ze en beschildert ze opnieuw als dat nodig is. Daarnaast zorgt hij ervoor dat de mechanismen van het hoofd in orde zijn.
Onderaan het hoofd hangt een (dogushi), waaraan shamisen-snaren zijn vastgemaakt. Deze zijn op hun beurt verbonden met de mechanismen in het gezicht. Aan de hand van deze snaren kan de omozukai ('de eerste poppenspeler') de oogleden, wenkbrauwen, mond en soms de neus bewegen van de pop. Het gebruik van shamisen-snaren is geen toeval, want dit helpt de omozukai het ritme van de muziekbegeleiding te behouden.

#### Pruiken
De pruiken of kazura van de poppen in bunraku weerspiegelen verder ook de status en de rol van de drager. De pruiken zijn onder het beheer van de meesters in het vak (tokoyama). Het is hun taak om voor elk personage een specifieke haarstijl te creëren. Dit doen ze aan de hand van ongeveer vijftigtal traditionele stijlen, elk daarvan staat voor een andere status of rol.
De pruiken zijn meestal gemaakt van gewoon mensenhaar, maar het haar van een jak wordt ook gebruikt om extra volume te creëren.

### De poppenspelers
Het is vanzelfsprekend dat een pop op zich geen bewegingen kan uitvoeren, daarom is de poppenspeler een fundamenteel begrip in het poppentheater. In bunraku gebruikte men niet altijd drie poppenspelers; Yoshida Bunzaburō introduceerde dit in 1734. Hiervoor kende men twee technieken:
- De poppenspeler steekt beide handen achteraan de romp van de pop.
- De poppenspeler steekt enkel de linkerhand achteraan de romp van de pop.

Yoshida Bunzaburō was een voorstander van deze laatste techniek. Hij voegde twee poppenspelers toe aan het aantal en werkte de technieken verder uit. Dit was een positieve evolutie want dit bood meer mogelijkheden tot uitbreiding van de mechanismen.
De drie poppenspelers hebben elk een specifieke taak. Ze zijn in een zwarte kimono (kurogo) met een kap gekleed, zodat ze de aandacht niet wegnemen van de poppen.
Omozukai
De eerste poppenspeler is de omozukai - hij is de belangrijkste van de drie. Hij bestuurt de rechterarm met zijn eigen rechterarm. Met zijn linkerarm draagt hij het gehele gewicht van de pop die soms tot zo’n vijftien kilo kan wegen. Met zijn linkerhand beweegt hij de shamisen-snaren, verbonden aan de dogushi, om de elementen in het gezicht van de pop te bewegen, zoals de ogen en mond. Met zijn rechterhand beweegt hij de vingers en de rechterhand van de pop. De omozukai heeft wegens van de grote verantwoordelijkheid meer aandacht dan de andere twee poppenspelers. Daarom is hij soms ook niet gekleed in een kurogo met een kap, maar in een formele kimono (kamishimo). Hij draagt deze echter niet wanneer zich in het stuk een essentieel moment voordoet. Hij is van de drie poppenspelers ook de beroemdste, want zijn gezicht is zichtbaar voor het publiek waardoor het publiek hem gemakkelijker kan onthouden.
Hidarizukai
De tweede poppenspeler is de hidarizukai; hij bestuurt de linkerarm van de pop. Daarvoor heeft hij een hulpstuk genaamd sashigane, dat vasthangt aan de linkerarm van de pop. Omdat deze arm constant in evenwicht moet zijn met de omozukai is zijn taak extra moeilijk.
Ashizukai
De derde poppenspeler is de ashizukai; hij bestuurt de benen van de pop. Net zoals de hidarizukai is de ashizukai, gekleed in een kurogo.
- Opleiding

De drie poppenspelers moeten in volledige harmonie samenwerken om de pop tot leven te wekken. Daarom is een goede opleiding van essentieel belang. Een leerling begint eerst een tienjarige opleiding als ashizukai, daarna nog eens tien jaar als hidarizukai en pas dan kan hij in leer gaan om omozukai te worden. Een omozukai moet dus elke positie ervaren voor hij een echte expert is in de manipulatie van de poppen.

### Het podium
De opbouw van het podium bij bunraku is over de jaren heen vaak aangepast, maar uiteindelijk is het geëvolueerd naar de vorm die nu in de zalen te aanschouwen is. Eerst en vooral is het podium helemaal anders dan bij ‘gewoon’ theater. In het podium lopen namelijk gleuven waardoor de poppenspelers kunnen lopen, terwijl bij een ander podium alles op een effen hoogte ligt.
Het centrale podium is opgedeeld in drie boorden (tesuri):
- De eerste boord (ichi no te) is vlak voor het publiek gelegen. Op deze eerste boord gebeurt niet veel, het is vooral een scheidingslijn tussen het publiek en het podium.
- Ongeveer 90 cm achter de eerste boord ligt de tweede boord (ni no te). Op deze boord staan meestal de poppen en achter deze boord bevinden zich de poppenspelers om ze te hanteren.
- Tussen de tweede een derde boord bevindt zich een bredere gleuf (funazoko), waar de poppenspelers kunnen staan. Maar waar ook decorstukken van bijvoorbeeld een bos of een brug kunnen staan. Het stelt dan ook een bos, wandelpad, brug of een voortuin voor.
- Twee meter achter de tweede boord bevindt zich een veel hoger gelegen derde boord (honte). Achter deze boord bevinden zich het decor van het interieur van een huis. Deze ruimte achter de derde boord noemt men honbutai.

Naast het centrale podium bevindt zich een klein podium waarop de tayū en de shamisenspeler zich plaatsen. Dit podium noemt men yuka.
Aan de linkerkant (kamite) en de rechterkant (shimote) van het podium hangen twee zwarte gordijnen (komaku) waardoor de poppenspelers met de poppen het podium kunnen opkomen en afgaan. De twee ruimten achter de gordijnen zijn ook voorbehouden voor tayû, poppenspelers en shamisen-spelers in leer, zodat zij een toneelstuk kunnen meemaken.

#### Het decor
Bij het Nō theateras het grotendeels de bedoeling dat het publiek zich de scènes voorstelden aan de hand van hun verbeelding. Er was bijvoorbeeld geen achtergrond van een huiskamer wanneer de acteur zich erin bevond of er waren geen bomen met kleurrijke rode blaadjes op het podium aanwezig wanneer het verhaal zich afspeelde in het de herfst. Het publiek moest het decor, en dus de omgeving van het verhaal, met hun fantasie creëren naar hoe er verteld werd.
Ten tijde van bunraku en kabuki was de doelgroep van het theater niet meer de aristocratie, maar de stedelingen en handelaars. Deze wenste kleurrijke, maar realistische, achtergronden en decors samen met de attributen. Gevolg was dat in bunraku de omgeving van het verhaal op het podium verscheen. Er stonden bomen, huizen, kastelen en andere omgevingen rechtstreeks op het podium weergegeven. Zo hoefden de toeschouwers niet meer hun fantasie te gebruiken als bijvoorbeeld een van de poppen in een boom klom.
Bij de hedendaagse bunraku is dit nog steeds merkbaar.

### De Tayū
De tayū is de verteller van het verhaal, hij doet dit op speciale een vertellende/zingende manier. Dit wordt gidayū-bushi of gidayū genoemd, naar de befaamde tayū Takemoto Gidayū. De tayū leest de gidayū-tekst voor uit een speciaal boek genaamd maruhon. Voor elk toneelstuk is er een andere maruhon. In een maruhon staan beide de tekst en de intonatie die de tayū moet voorbrengen aan het publiek. De intonatie is namelijk ook zeer belangrijk in bunraku.
De tayū moet niet alleen de vertellende stem aannemen. Hij moet ook de stem van elke pop op het podium kunnen uitdrukken (dit kan dus variëren naar geslacht en ouderdom) of het nu een jong meisje, oude man of demon is. Het is dus zeer belangrijk dat een tayū een goede training achter de rug heeft voor hij een stuk voordraagt.

De tayū moet ook, samen met de poppenspelers, leven geven aan de poppen. Hij is de stem en de ware emotie van de poppen, de poppenspelers zijn het lichaam en de beweging van de poppen. Het is dan ook de bedoeling dat hij tot het uiterste gaat met het uitdrukken van deze emoties.

### De shamisen (三味線)
De shamisen speelt een grote rol in het poppentheater. Daarom moet de beoefenaar van de kunst van het bespelen van de shamisen een zeer goede opleiding hebben gehad. Hij is soms zowel componist als artiest.
De rol van de shamisen-speler is het creëren van emoties bij het publiek, als begeleiding van de tayū. Om deze emoties op te wekken, wordt een variant gebruikt die zwaarder en zwoeler klinkt. Deze tonen klinken dan ook beter in combinatie met gidayū. De shamisen die voor bunraku wordt gebruikt is zwaarder van toon omdat de shamisen groter is en het een bredere hals (futozao) heeft.

## Belangrijke personen

### Takemoto Gidayū
Takemoto Gidayū (1651-1714) was geboren als zoon uit een boerenfamilie uit Tennōji, nabij Osaka, met de naam Kiyomizu Gorobei. Omwille van zijn talentvolle stem en dromen verliet hij zijn geboortedorp en ging hij naar Kyoto in leer bij Shimizu Rihei, een zeer geleerde jōruri-zanger, om de kunst van jōruri te leren. Waarna hij van zijn meester de naam Shimizu Ridayû kreeg. Later was hij in leer bij Uji Kaga no jō en ontmoette hij de toneelschrijver Chikamatsu Monzaemon.
De twee hadden met hun samenwerking groot succes en toen Takemoto Gidayū de Takemoto-za oprichtte was het een ware periode van glorie voor de kunst van het poppentheater. Takemoto had in zijn leven grondig de kunst van jōruri en muziek bestudeerd en wist daarom elke keer het publiek voor zich te winnen met zijn ervaring, kennis en krachtige stem. Hij bracht ook nieuwe elementen in het jôruri zodat het niet eentonig bleef. Vele van deze elementen zijn later traditie geworden in jōruri.
Na zijn dood nam zijn zoon Takemoto Seidayū de leiding van de Takemoto za over, tot deze uiteindelijk werd gesloten.

### Chikamatsu Monzaemon
Chikamatsu Monzaemon (1653-1724) werd als Sugimori Nobumori in een samoeraifamilie geboren. Hij verhuisde met zijn vader naar Kioto toen deze zijn meester verloor. In Kioto, dat toen bekendstond als een centrum van theater, krag hij interesse in literatuur en theater. Hij besloot dan ook de Japanse en Chinese literatuur te bestuderen. Op vierentwintigjarige leeftijd schreef hij zijn eerste toneelstuk.
In 1705 ging hij naar Osaka om daar samen te werken met Takemoto Gidayū. Hij heeft daarom voornamelijk stukken geschreven voor het poppentheater. Maar later zijn ze overgenomen in het kabukitheater. In het totaal heeft hij in zijn leven 130 stukken geschreven, waarvan 100 voor het poppentheater en 30 voor het kabukitheater. Van de 100 stukken dat hij had geschreven voor het poppentheater waren er 71 voor Takemoto Gidayū.
Chikamatsu Monzaemon schreef twee soorten stukken:
- Jidaimono (時代物): historische stukken waarin de historische figuren en gevechten centraal stonden. Deze stukken vonden zich in het verleden plaats, maar konden soms naar een eigentijdse gebeurtenis verwijzen. Deze vorm van verhaal was meer geliefd bij de aristocratie.
- Sewamono (世話物): dit waren meer eigentijdse stukken met als onderwerp voornamelijk de gezinssituatie en het leven van de gewone stedeling.

Van deze twee soort stukken schreef Chikamatsu het liefst sewamono omdat zijn hart bij de gewone man lag en niet bij de aristocratie. Bij Chikamatsu draaien de sewamono meestal om het conflict tussen de plicht (giri) en de gevoelens (ninjō) van het individu. Chikamatsu toonde dat het niet altijd zo eenvoudig is om blindelings je gevoelens te volgen of om cru enkel je plicht te voldoen. Dit type toneelstuk eindigt meestal in een drama, zoals een dubbele zelfmoord. Een goed voorbeeld hiervan was het stuk Sonezaki Shinjū, waar het verhaal eindigde in de zelfmoorden van twee geliefden.
Omwille van zijn schrijfstijl en keuze van onderwerp wordt hij weleens de Japanse Shakespeare genoemd. Men ziet namelijk gelijkenissen in het verhaal als men zijn stukken vergelijkt met bijvoorbeeld Romeo en Julia van Shakespeare.

## De toekomst van bunraku
De toekomst van bunraku is vrij moeilijk in te schatten. Het is een interessant cultuur-aspect van Japan dat gewaardeerd wordt. Maar de opleiding naar poppenspeler, tayū of poppenmaker is zo zwaar en langdurig dat vele jongeren zich er niet aan wagen in deze moderne tijd. En de bestaande beoefenaars van deze kunst zullen ooit allemaal uitsterven als er geen nieuwe generatie komt om bij hen in leer te gaan en hen op te volgen.

### Boeken
- Fréderic, L. Japan encyclopedia. Harvard University Press, 2002.
- Immoos,T. en Mayer, F. Japanese theater. Engelse druk. New York e.a.: Macmillan Publishing Co. Inc., 1977.
- International Society for Educational information, Inc. Understanding Japan: Japanese theater.tweede druk. Japan: Shôbi printing Co., 1992.
- Kodansha. Japan: an illustrated encyclopedia. zevende druk. Tokyo:Kodansha, 1995.
- Yoshinobu, I. en Toshio, K. The Traditional Theater of Japan. Engelse druk. U.S.A.: Floating World Editions, 2006.
- Hellemans, K. Inleiding tot de Japanse cultuur. Leuven: Katholieke Universiteit Leuven, 2006.
- Vande Walle, W. Een geschiedenis van Japan: van samurai tot soft power. Leuven: Acco, 2007

### Internet
- Bunraku, diverse auteurs, in: Engelstalige Wikipedia, 12 december 2008
- Shamisen, diverse auteurs, in: Engelstalige Wikipedia, 13 december 2008
- Takemoto Gidayû, diverse auteurs, in: Engelstalige Wikipedia, 18 september 2008
- The Love Suicides at Sonezaki, diverse auteurs, in: Engelstalige Wikipedia, 28 juli 2008
- Bunraku, Bunraku Kyokai
- Bunraku, Japanzone
- Johnson, M. A Brief Introduction to the History of Bunraku, 14 augustus 1995.
- The puppet theater of Japan: Bunraku, The Japan arts council, 2004.
- Toneel en dans, uchiyama.nl